# Präsidentschaftswahl in Namibia 2024

State House, Sitz des Präsidenten

Die Präsidentschaftswahl in Namibia 2024 fand vom 27. November bis 30. November 2024 turnusmäßig und gemeinsam mit der Parlamentswahl statt. Namibier im Ausland, Personen-zur-See und Angehörige des Sicherheitsapparates konnten bereits am 13. November 2024 ihre Stimme abgeben. Die Wählerregistrierung fand zwischen dem 3. Juni und dem 1. August 2024 statt. 91 Prozent der Wahlberechtigten hatten sich als Wähler registriert, insgesamt 1.467.604 Namibier.

## Ausgangslage
Der während seiner Amtszeit gestorbene Staatspräsident Hage Geingob hätte nach zwei Amtszeiten nicht wieder antreten dürfen. Bereits im November 2021 schloss er eine Verfassungsänderung und eine mögliche dritte Amtszeit aus.
Bei der Präsidentschaftswahl 2019 hatte Geingob mit 56,3 % die Wahl gewonnen. 2014 waren es 86,7 % gewesen.
| Präsidentschaftswahl 2019 | Präsidentschaftswahl 2019 | Präsidentschaftswahl 2019 | Präsidentschaftswahl 2019 |
| Präsidentschaftskandidat  | Partei                    | Stimmen                   | Stimmenanteile            |
| ------------------------- | ------------------------- | ------------------------- | ------------------------- |
| Hage Geingob              | SWAPO                     | 464.703                   | 56,3 %                    |
| Panduleni Itula           | unabhängig                | 242.657                   | 29,4 %                    |
| McHenry Venaani           | PDM                       | 43.959                    | 05,3 %                    |
| Bernadus Swartbooi        | LPM                       | 22.542                    | 02,7 %                    |
| Apius ǃAuchabKlicklaut    | UDF                       | 22.115                    | 02,7 %                    |
| Utjiua Muinjangue         | NUDO                      | 12.039                    | 01,5 %                    |
| Tangeni Iijambo           | SWANU                     | 5.959                     | 00,7 %                    |
| Ignatius Shixwameni †     | APP                       | 3.304                     | 00,4 %                    |
| Mike Kavekotora           | RDP/CDV                   | 3.050                     | 00,4 %                    |
| Henk Mudge*               | RP                        | 4.379                     | 00,5 %                    |
| Epafras Mukwiilongo*      | NEFF                      | 1.026                     | 00,1 %                    |

* Vor der Wahl Unterstützung von Itula zugesagt.

## Kandidaten
Die regierende SWAPO entsendet traditionell ihren Parteipräsidenten (bzw. wenn dieser nicht wieder antreten darf, dessen Vize) als Präsidentschaftskandidat. Dieser Posten wurde Ende 2022 ermittelt. Netumbo Nandi-Ndaitwah soll somit als erste Frau Präsidentschaftskandidat der Partei werden. Dies wurde vom Zentralkomitee im März 2024 bestätigt. Der nur durch den Tod von Staatspräsident Hage Geingob zum Präsidenten ernannte Nangolo Mbumba hatte kein Interesse an der Teilnahme an der Wahl gezeigt.
Die Nominierung von Panduleni Itula durch die von ihm in der Zwischenzeit gegründete Independent Patriots for Change (IPC) galt als sicher und wurde auf einem Parteikongress im Mai 2022 bestätigt. Er legte am 26. November 2022 den hierfür nötigen Eid ab. Itula hatte 2019 das beste Ergebnis jemals eines unterlegenen Kandidaten erreicht.
Die Präsidentschaftsambitionen von Job Amupanda des Affirmative Repositioning wurden deutlich, nachdem große Werbeplakate Mitte März 2023 in verschiedenen Orten des Landes aufgehängt wurden.
Im Januar 2024 sprach sich RP-Präsident Henk Mudge dafür aus, dass die Oppositionsparteien geschlossen hinter einem gemeinsamen Kandidaten stehen sollten. Nur so habe man die Chance die SWAPO-Kandidatin zu verhindern. Einige Parteivorsitzende stellten sich sofort hinter die Idee, andere lehnten diese kategorisch ab. So sprach sich Gotthard Kandume der Christian Democratic Voice Party (CDV) dafür aus, die SWAPO-Kandidatin zu wählen. Im Februar 2024 sagten die UPM und NEFC ihre Unterstützung für Ally Angula zu. Im Juni 2024 sprachen sich erneut viele Parteien gegen eine Koalition im Vorfeld der Wahlen aus.
Da die Hürden für unabhängige Kandidaten zur Teilnahme an der Präsidentschaftswahl ungleich höher sind als für von Parteien nominierte Kandidaten, entschied sich Rosa Namises zur kurzfristigen Gründung der Partei Voice of Namibia (VOA), für die sie bei Zulassung als Präsidentschaftskandidat antreten will. Ebenso will Frans Koolike als Vertreter der in Gründung befindlichen Social Freedom Party (SFP) antreten. Diese sowie die unabhängigen Kandidaten Jeremia Kaambo und Elsie Chen wurden nicht zugelassen.
15 Kandidaten wurden schlussendlich gemeldet bzw. von der Wahlkommission zur Wahl zugelassen.

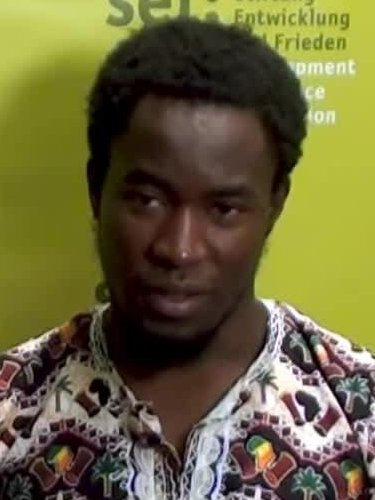
Job Amupanda (AR)
Vaino Amuthenu (COD)
Hendrik Gaobaeb (UDF)
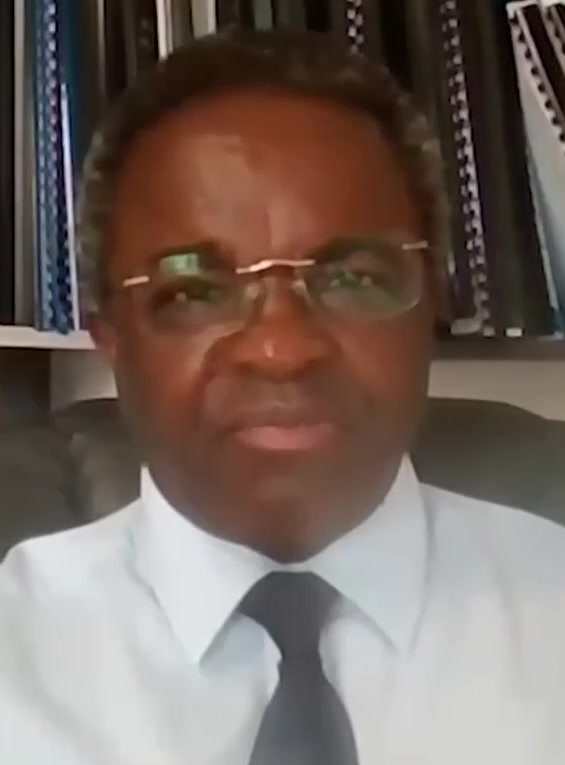
Panduleni Itula (IPC)
Evalistus Kaaronda (SWANU)
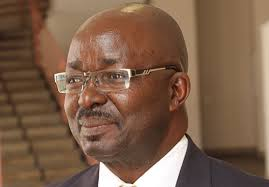
Mike Kavekotora (RDP)
Ambrosius Kumbwa (APP)
Sakaria Likuwa (UNP)
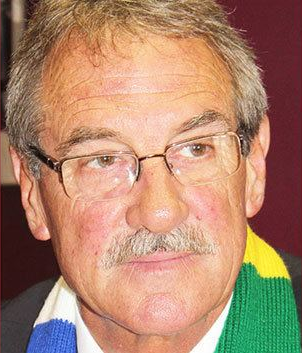
Henk Mudge (RP)
Epafras Mukwiilongo (NEFF)
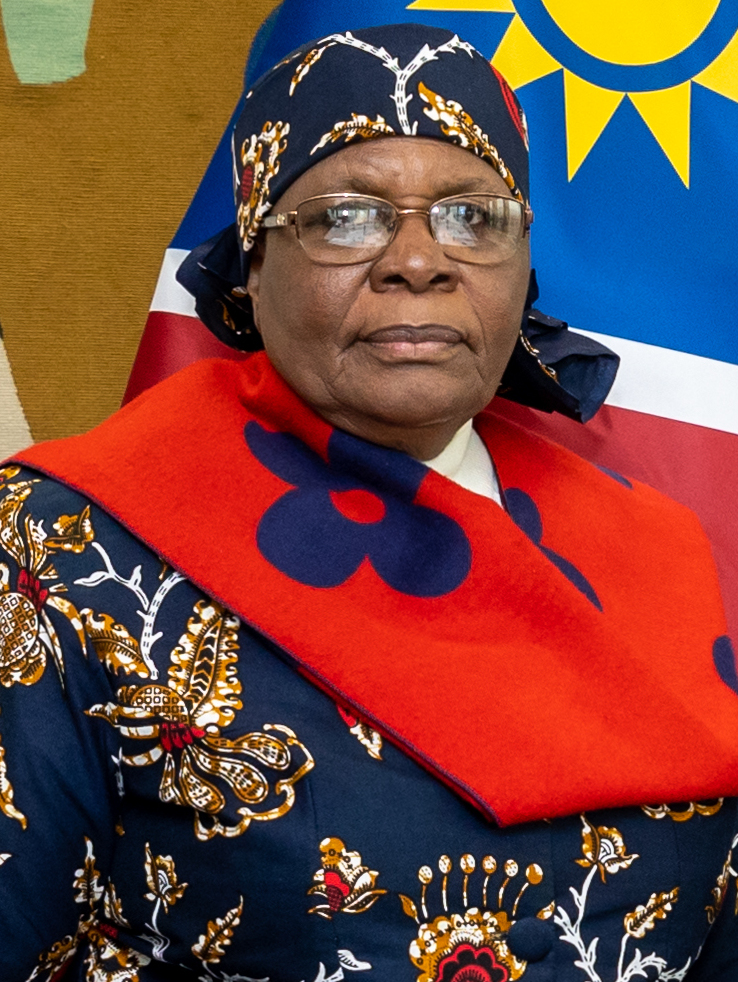
Netumbo Nandi-Ndaitwah (SWAPO)
Erastus Shuumbwa (ADM)
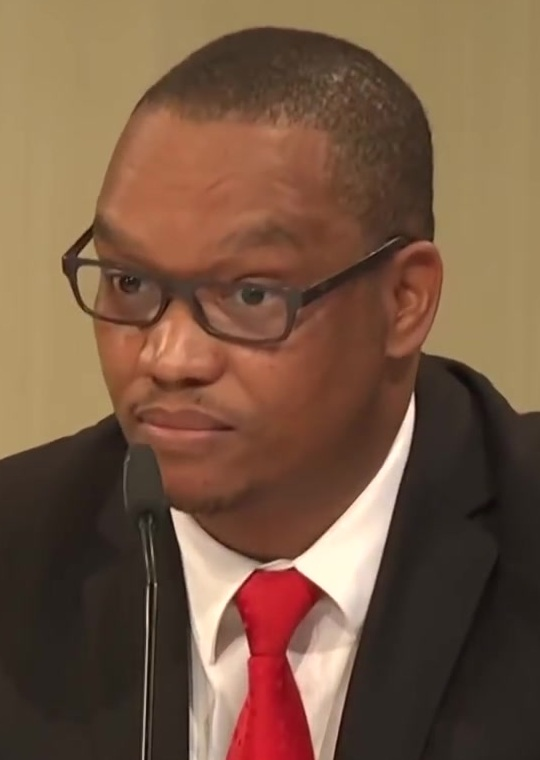
Bernadus Swartbooi (LPM)
Festus Thomas (BCP)
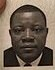
McHenry Venaani (PDM)

## Wahlablauf und Wahlergebnis
Am Sonderwahltag (13. November 2024) gaben laut der Wahlkommission ECN 16.352 Namibier im In- und Ausland ihre Stimme ab. Dies waren nahezu doppelt so viele wie zunächst von der ECN vermutet. Aufgrund der hohen Zahl der Wähler soll es vereinzelt zu Problemen gekommen sein.
Gewählt ist, wer mindestens 50 Prozent plus eine Stimme gewinnen kann. Sollte dies keinem Kandidaten gelingen, findet eine Stichwahl zwischen den beiden besten Kandidaten statt.
Die eigentliche Wahl am 27. November wurde aufgrund des Andrangs an Wählern bis einschließlich 30. November 2024 verlängert. Oppositionsparteien und diverse Wahlbeobachter-Organisationen (u. a. SACU, SADC und das Forum deutschsprachiger Namibier) bemängelten die fehlende Umsetzung von bereits 2019 vorgeschlagenen Reformen, den Mangel an Wahllokalen und die große logistische Herausforderung. Die Oppositionsparteien erklärten geschlossen wenige Tage nach der Wahl, dass sie gemeinsam gegen die Wahl vor Gericht ziehen werden.
Netumbo Nandi-Ndaitwah ging als Wahlsiegerin mit mehr als 50 Prozent der Stimmen hervor und ist somit designierte Staatspräsidentin Namibias, die ihr Amt am 21. März 2025 antreten soll[veraltet].
| Netumbo Nandi-Ndaitwah                                     | SWAPO              | 368.560         | 57,31   |
| Panduleni Itula                                            | IPC                | 284.106         | 25,50   |
| McHenry Venaani                                            | PDM                | 55.412          | 4,97    |
| Bernadus Swartbooi                                         | LPM                | 51.160          | 4,59    |
| Job Amupanda                                               | AR                 | 19.676          | 1,77    |
| Hendrik Gaobaeb                                            | UDF                | 12.604          | 1,13    |
| Henk Mudge                                                 | RP                 | 8.988           | 0,81    |
| Evalistus Kaaronda                                         | SWANU              | 7.991           | 0,72    |
| Ambrosius Kumbwa                                           | APP                | 5.197           | 0,47    |
| Epafras Mukwiilongo                                        | NEFF               | 3.978           | 0,36    |
| Festus Thomas                                              | BCP                | 3.641           | 0,33    |
| Mike Kavekotora                                            | RDP                | 2.974           | 0,27    |
| Erastus Shuumbwa                                           | ADM                | 2.069           | 0,19    |
| Sakaria Likuwa                                             | UNP                | 2.013           | 0,18    |
| Vaino Amuthenu                                             | COD                | 1.213           | 0,11    |
|                                                            |                    |                 |         |
| Abgegebene Stimmen                                         | Abgegebene Stimmen | 1.099.165       |         |
| Gültige Stimmen                                            | Gültige Stimmen    | 1.084.741       |         |
| Ungültige Stimmen                                          | Ungültige Stimmen  | 14.424          |         |
| Wahlbeteiligung                                            | Wahlbeteiligung    | Wahlbeteiligung | 75,83 % |
| Quelle: Namibische Wahlkommission (ECN), 4. Dezember 2024. |                    |                 |         |

## Nach der Wahl
Eine Klage einiger Oppositionsparteien gegen den Ablauf der Wahl wurde im Februar 2025 vom Supreme Court zurückgewiesen.